# جامعة غوته في فرانكفورت
جامعة يوهان فولفغانغ فون غوته (بالألمانية: Johann Wolfgang Goethe-Universität Frankfurt am Main) تقع في مدينة فرانكفورت في ولاية هسن الألمانية. افتتحت عام 1914، وتتكون من 16 قسم ويوجد بها 170 اختصاص.

## الأقسام والكليات
- كلية الحقوق
- كلية الإدارة والأقتصاد
- كلية الاجتماعيات
- كلية التربية
- كلية علم النفس والرياضة
- كلية الفقه البروتستانتي
- كلية الفقه الكاثوليكي
- كلية الفلسفة والتاريخ
- كلية اللغات والحضارات
- كلية الفلسفة الحديثة
- كلية علم الأرض والجغرافيا
- كلية الهندسة للمعلوميات
- كلية الكيمياء الحيوية والكيمياء والصيدلة
- كلية العلوم الحيوية
- كلية الطب
- كلية الرياضيات